# Rosela černohlavá
Rosela černohlavá (Platycercus venustus) je druh papouška z rodu Platycercus.

## Výskyt

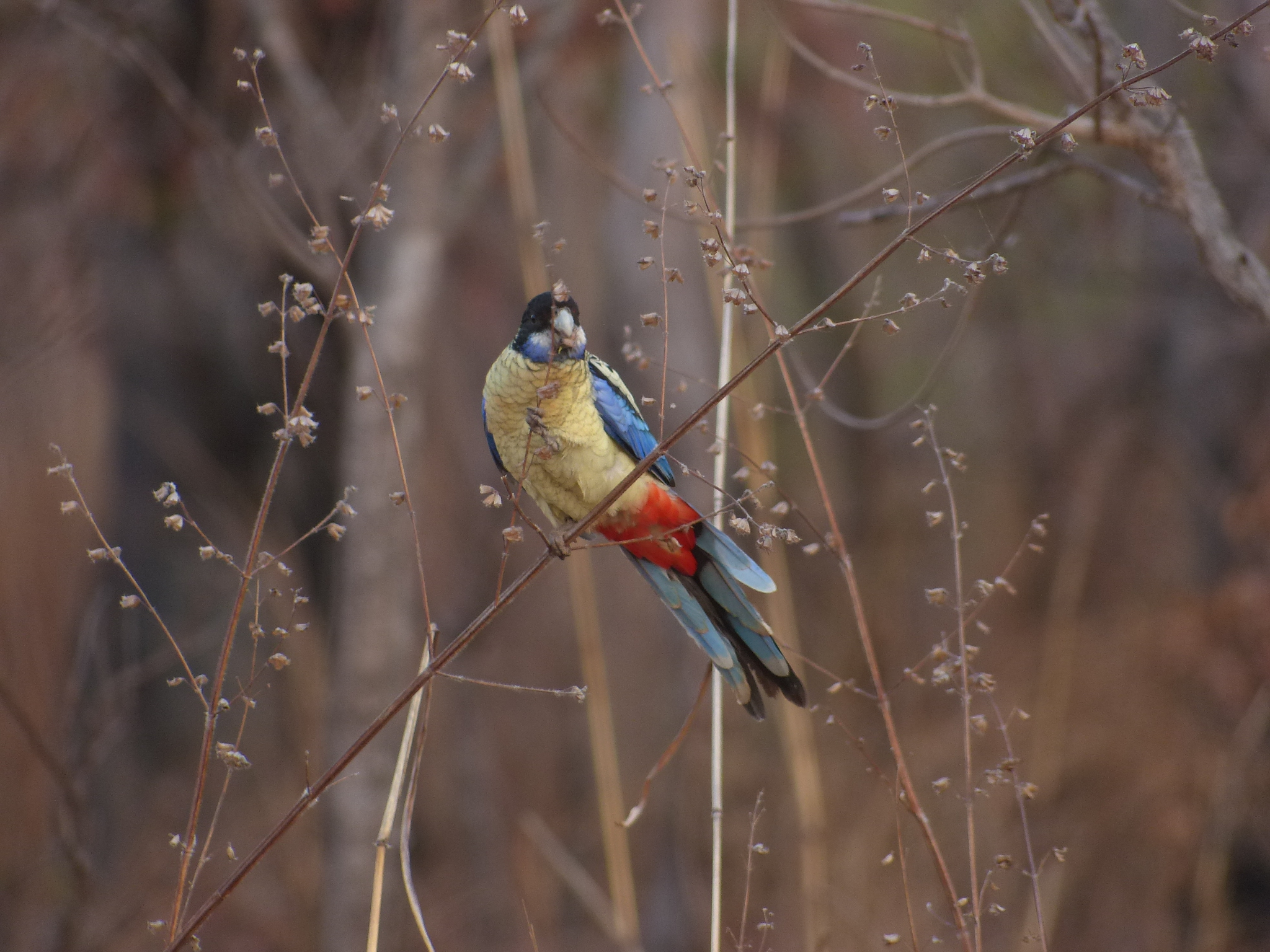
Rosela černohlavá ve volné přírodě

Rosela černohlavá žije v severní Austrálii, v oblasti mezi Carpentarským zálivem, Arnhemskou zemí až k regionu Kimberley v severozápadní Austrálii. Vyskytuje se převážně na savanách či v řídkých travnatých lesích, naopak hustým pralesům se vyhýbá.

## Popis

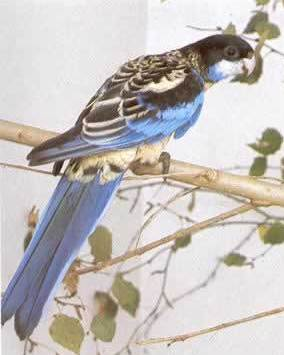
Rosela černohlavá na bidle

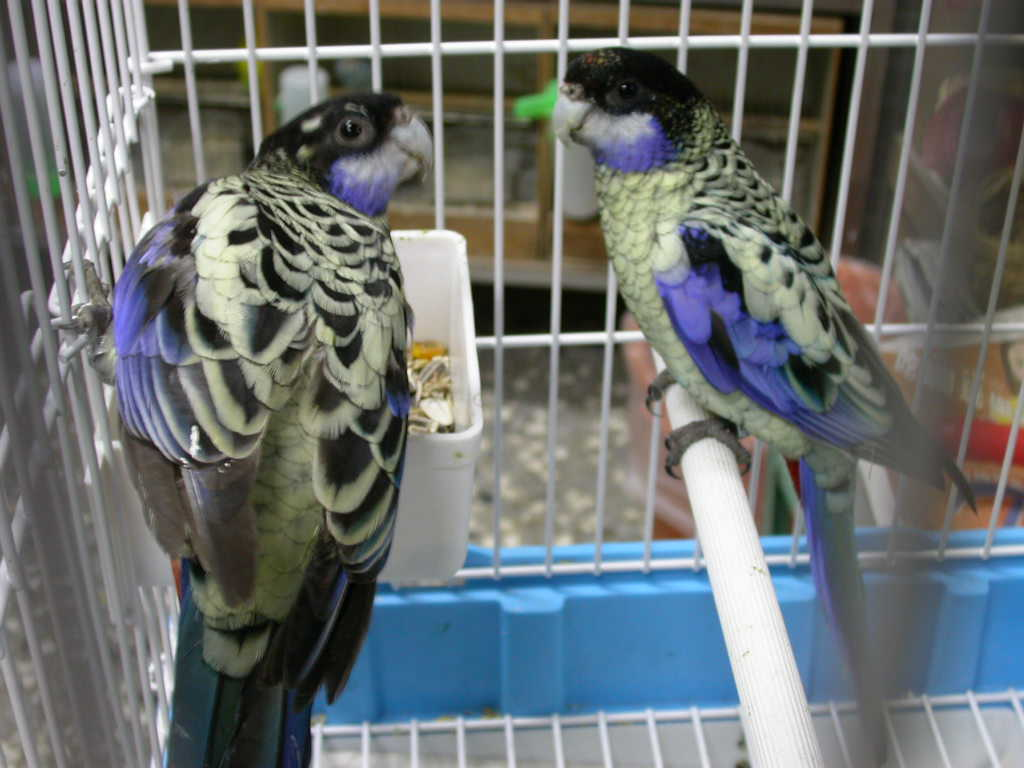
Pár rosel černohlavých v kleci

Rosela černohlavá je vysoká 28 cm a váží 85 až 100 g. Je neobvykle zbarvena; má černou hlavu, bílé břicho, bílomodrý krk, bílá záda s černými značkami. Křídla jsou nahoře taktéž bíločerná, vespod však modročerná. Podbřišek je červený, ocas modročerný. Zobák je bílý a běháky šedé, oko je zbarveno černě.

## Poddruhy
Rosela černohlavá se dělí na dva poddruhy:
- Platycercus venustus hillii – žije v západní Austrálii, má na sobě více modrého a méně bílého zbarvení
- Platycercus venustus melvillensis – žije na Melvillově ostrově

## Chování
Rosela černohlavá není příliš společenským papouškem, většinou se vyskytuje pouze po párech nebo po jednom jedinci. Někdy však může být na stejném stromě i několik jedinců. Někdy se vyskytují ve větších skupinách mezi šesti až osmi jedinci, vzácně až do patnácti jedinců. Rosela černohlavá je tišší než ostatní druhy rosel, nevydává tolik hlasitých zvuků.

## Rozmnožování
Ve volné přírodě hnízdí v dutinách stromů, převážně blahovičníků v blízkosti vody. Samice snese dvě až pět vajec, na kterých sedí dvacet dní, než se vylíhnou. Mláďata opouštějí hnízdo po sedmi týdnech od vylíhnutí, přičemž pobývají s rodiči ještě asi rok.

## Potrava
Rosela se živí převážně semeny, trávami, nektarem, květy a ovocem z různých druhů blahovičníku.

## Chov
Ačkoliv není rosela černohlavá ohroženým druhem, v chovech je vzácná. Do Evropy byla poprvé dovezena v roce 1899 do Londýnské zoologické zahrady, první odchov se podařil v roce 1928.

## Chov v zoo
Rosela černohlavá je v evropských zoo chována velmi vzácně. V červnu 2020 byla chována jen ve čtyřech evropských zoo: dvou švýcarských, jedné německé a jedné české zoo (Zoo Praha).
V minulosti byla z českých zoo chována rovněž v Zoo Plzeň.

### Chov v Zoo Praha
Pár těchto ptáků byl do Zoo Praha dovezen v roce 2017 z Vogelparku Turnersee.
Dříve byla tato rosela chována ve voliéře papoušků v dětské zoo. Od května 2020 je k vidění v expozičním celku Darwinův kráter v dolní části zoo, které prezentuje faunu a floru Austrálie. Voliéru sdílí např. s tabonem lesním či lelkounem sovím.